# Kingfisher Shores
Kingfisher Shores är en del av en befolkad plats i Australien. Den ligger i kommunen Wyong Shire och delstaten New South Wales, i den sydöstra delen av landet, omkring 83 kilometer norr om delstatshuvudstaden Sydney.
Närmaste större samhälle är Rathmines, omkring 15 kilometer norr om Kingfisher Shores. Genomsnittlig årsnederbörd är 1 393 millimeter. Den regnigaste månaden är februari, med i genomsnitt 222 mm nederbörd, och den torraste är juli, med 42 mm nederbörd.